# Пассу-Сар
Пассу Сар (Passu Sar), або Пасу Сар, або Пасу І — одна з вершин хребта Батура Муздаг, частина Каракорума. Розташована в дістрикті Гілгіт, в північній частині Пакистану.
Перше сходження 7 серпня 1994 р. здійснили: Max Wallner, Dirk Naumann, Ralf Lehmann, i Volker Wurnig.